# Paolo Odorizzi
Paolo Odorizzi (Cles, 5 agosto 1954) è un politico italiano.